# 横須賀市立富士見小学校
横須賀市立富士見小学校（よこすかしりつ ふじみしょうがっこう）とは、神奈川県横須賀市武にある市立小学校。

## 沿革
- 1975年（昭和50年）
  - 4月 - 旧武山中学校の校舎を利用して、開校。
  - 6月25日 - 開校式を挙行。
- 1979年（昭和54年） - 開校式を行った6月25日を創立記念日と定めた。
- 1980年（昭和55年） - 鉄筋校舎（現本館）完成落成式挙行。木造校舎解体工事が終了。
- 1981年（昭和56年） - 校庭拡張工事と校庭整備工事が終了。また、学区変更により武1丁目全域が本校の学区に編入。
- 1982年（昭和57年） - 体育館脇の学校用地を追加買収し、敷地面積が拡大。
- 1983年（昭和58年） - 学校プールが完成し、プール開き挙行。
- 1985年（昭和60年） - 鉄筋校舎（新館）完成落成。創立10周年式挙行。
- 1995年（平成7年） - 創立20周年記念餅つき大会開催。
- 2015年（平成27年） - 創立40周年記念式典挙行。

## 通学区域
2020年度は以下の通りである。
- 林3丁目
- 須軽谷
- 武1丁目、3丁目

## 進学先中学校
通学区域の全域が横須賀市立武山中学校に進学する。
また、公立学校選択制により、以下の学校を選択できる。
- 横須賀市立長井中学校
- 横須賀市立大楠中学校
- 横須賀市立大矢部中学校
- 横須賀市立岩戸中学校
- 横須賀市立北下浦中学校
- 横須賀市立長沢中学校

## 交通
- 京浜急行バス「衣2」・「野1」・「野2」・「須(衣)3」・「須(衣)4」・「須(衣)5」・「須(衣)53」・「須(衣)54」・「須(衣)55」・「須55」・「須6」・「須7」・「須8」・「衣6」の各系統で、一騎塚バス停下車後、徒歩。
  - JR横須賀線横須賀駅及び京急本線三崎口駅・三浦海岸駅・YRP野比駅から、上述の路線バスで、一騎塚バス停下車後、徒歩。

## 著名な出身者
- 中島賢星（プロサッカー選手）※福岡市立板付小学校に転出